# Habikino
Habikino (japanisch 羽曳野市, -shi) ist eine Stadt in der Präfektur Osaka in Japan.

## Geographie
Habikino liegt östlich von Sakai und südöstlich von Osaka.

## Geschichte
Habikino liegt an der alten Überlandstraße, die die alten Hauptstädte Japans, Naniwa-kyō (難波京) und Asuka-kyō miteinander verband. Der Ort entwickelte sich als Marktplatz. Heute ist die Stadt Wohnvorort von Osaka. Hauptwirtschaftszweig ist Weinanbau. 
Habikino erhielt am 15. Januar 1959 Stadtrecht.

## Sehenswürdigkeiten
- Grab des Ankan-tennō
- Grab des Ōjin-tennō
- Grab des Yūryaku-tennō

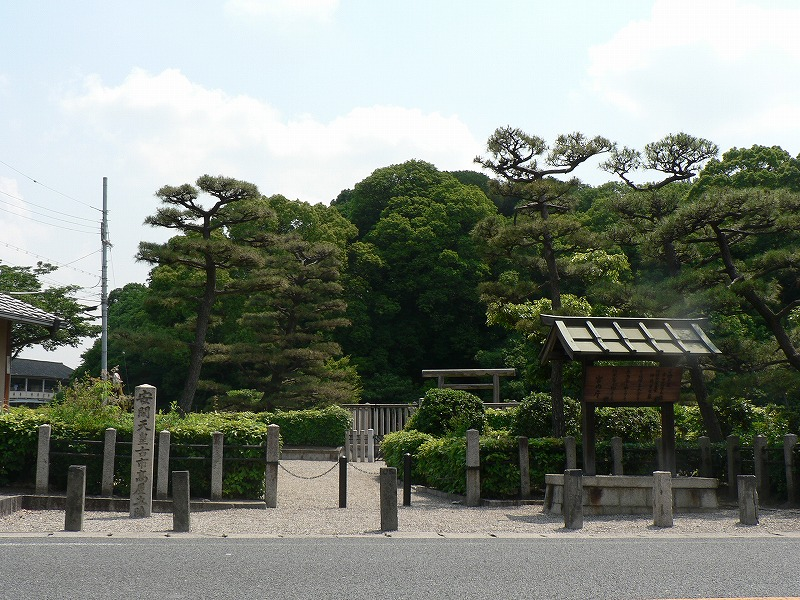
Grab des Ankan-tennō

- Kawachi-Ōtsukayama-Kofun (河内大塚山古墳)
- Konda Hachiman-gū (誉田八幡宮, Shintō-Schrein)
- Yachū-ji (野中寺, buddhistischer Tempel)
- Herstellungsort der Haniwa-Figuren für die Kaisergräber

## Verkehr
- Zug 
  - Kintetsu-Minamiosaka-Linie

- Straße:
  - Nationalstraße 166,170

## Söhne und Töchter der Stadt
- Yū Darvish (* 1986), Pitcher der japanischen Profibaseball-Mannschaft Hokkaidō Nippon Ham Fighters

## Städtepartnerschaft
- 13. Bezirk Hietzing der Stadt Wien, Österreich (seit 27. Juni 1995)

## Angrenzende Städte und Gemeinden

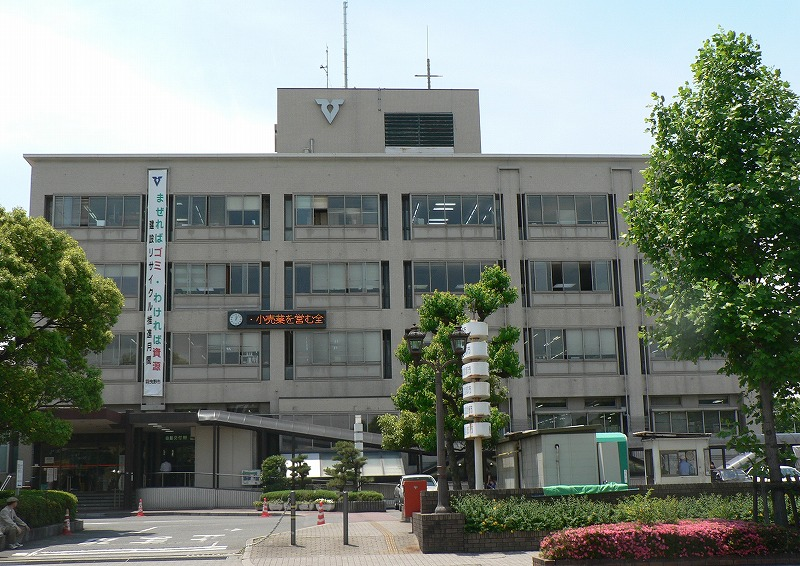
Rathaus von Habikino

- Präfektur Osaka
  - Matsubara
  - Sakai
  - Tondabayashi
  - Fujiidera
  - Kashiwara
  - Taishi
- Präfektur Nara
  - Kashiba